# عقرب البحر الأملس
عقرب البحر الأملس (الاسم العلمي: Scorpaena laevis) هي نوع من الأسماك يتبع جنس عقرب البحر من الفصيلة عقارب البحر.